# Bannalec
Bannalec (in bretone: Banaleg) è un comune francese di 5 469 abitanti situato nel dipartimento del Finistère nella regione della Bretagna.
Il territorio comunale è attraversato dal fiume Aven.

## Società

### Evoluzione demografica
Abitanti censiti